# Annika Eklund
Annika Eklund (Vaasa, 16 gennaio 1979) è una cantante finlandese di musica schlager.

## Biografia
Nata a Vaasa, Annika inizia a cantare sin da piccola. Il suo primo album di successo è stato Shanghain valot, pubblicato nel 2006. Nel 2009 è stata nominata al premio Iskelmä-Finlandia.

## Discografia
- 1998 - Kaunis uni (come Annika)
- 2003 - Valoja ja varjoja
- 2006 - Shanghain valot
- 2007 - Rakkausseikkailu 2007
- 2009 - Valonarkaa
- 2012 - Missä on mun Strömsö?